# Georges Bataille
Georges Bataille (Billom, 10 de septiembre de 1897-París, 9 de julio de 1962) fue un escritor, antropólogo y pensador francés, que rechazaba el calificativo de filósofo. También es conocido bajo los seudónimos Pierre Angélique, Lord Auch y Louis Trent.

## Vida y trabajo
Su familia se estableció en Champaña en 1901, lo que le permitió al entonces niño comenzar sus estudios en Reims y luego en Epernay.
Bataille quería ser sacerdote en sus inicios y asistió a un seminario católico, pero abandonó la fe cristiana en 1922. Frecuentemente, se refiere a los burdeles de París como sus auténticas iglesias, una afirmación sorprendente pero acorde con sus planteamientos teóricos. Después trabajó como bibliotecario, lo que le dio cierta libertad para no tratar sus ideas como trabajo.
Fundador de numerosas publicaciones y grupos de escritores, Bataille es autor de una obra abundante y diversa: lecturas, poemas, ensayos sobre numerosos temas (sobre el misticismo de la economía, poesía, filosofía, las artes, el erotismo). Algunas veces publicó con pseudónimos, y algunas de sus publicaciones fueron censuradas. Fue relativamente ignorado en su época, y desdeñado por contemporáneos suyos como Jean-Paul Sartre por su apoyo al misticismo, pero después de su muerte ha influido a filósofos postestructuralistas como Michel Foucault y Jacques Derrida, así como escritores como Philippe Sollers, todos ellos afiliados a la publicación Tel Quel. Más recientemente se observa su influencia en el trabajo de filósofos anglosajones notables como Crispin Sartwell.
Bataille fue miembro, junto con Roger Caillois y otros, del influyente Colegio de Sociología de Francia entre la Primera y Segunda guerras mundiales. Sus influencias principales fueron Hegel, Freud, Marx, Marcel Mauss, el Marqués de Sade y Friedrich Nietzsche. Al último lo defendió en un conocido ensayo contra su apropiación por los nazis.
Fascinado por el sacrificio humano, fundó una sociedad secreta, Acéphale (sin cabeza), cuyo símbolo era un hombre decapitado, con el objetivo de poner en marcha una nueva religión, y planeaba sacrificar a uno de sus miembros como inauguración [cita requerida], creando un lazo imborrable de complicidad. Aunque varias personas se manifestaron dispuestas a dejarse matar, nadie estuvo dispuesto a cometer el asesinato. Bataille ofreció la tarea a Roger Caillois, pero este se negó.
Bataille tenía un inusual talento interdisciplinario, y usó diversas influencias y diversos modos de discurso para crear su trabajo. Su novela Historia del ojo, por ejemplo, publicada bajo el pseudónimo de Lord Auch (literalmente, Lord "a la mierda»), fue inicialmente leída como pura pornografía, pero la interpretación del trabajo maduró con el tiempo hasta revelar su considerable profundidad emocional y filosófica, características de otros escritores categorizados dentro de la «literatura de la transgresión». Las imágenes de la novela están construidas sobre una serie de metáforas que a su vez hacen referencia a conceptos filosóficos desarrollados en su trabajo: el ojo, el huevo, el sol, la tierra, el testículo.
Bataille tuvo un gran papel en las revistas: Documents (1929-1931); Acéphale (1936-1939); Critique, fundada por él en 1946 (sigue hoy editada por Minuit).
Entre los conceptos clave de Bataille citemos: erotismo, mercancías malditas, potlatch, gasto, exceso, soberanía, negatividad absoluta, lo sagrado, materia heterogénea, continuidad/ discontinuidad, «transgresión», lo imposible.

## Obras principales
Posiblemente, la obra más conocida de Bataille, y la que lo hizo conocido, fueron los tres libros que componen su «Summa Atheologica»: La experiencia interior, El culpable y Sobre Nietzsche. En el primer libro, Bataille presenta uno de sus principales marcos de trabajo, un sentir «espiritual» sin caer en la religiosidad, ya sea en el cristianismo, del que resalta la existencia de un «relato» que provoca la experiencia interior en cuestión, o las religiones hinduistas, que llegan a la misma por medio de ejercicios físicos.
- Histoire de l'œil, 1928, bajo el pseudónimo de Lord Auch. Trad. Historia del ojo.
- Madame Edwarda, 1937, bajo el pseudónimo de Pierre Angélique. Trad. Madame Edwarda.
- L'Expérience intérieure, 1943. Trad. La Experiencia Interior.
- Le Coupable, 1943. Trad. El Culpable.
- Le Petit, 1943, con el pseudónimo de Louis Trente.
- La Part maudite (), 1949. Trad. La Parte maldita
- L’Abbé C., 1950.
- La Peinture préhistorique. Lascaux ou la naissance de l'art, 1955
- La Littérature et le Mal, 1957. Trad. La Literatura y el Mal.
- L'Érotisme, 1957. El erotismo.
- Le Bleu du ciel, 1957 (escrito en 1935). El azul del cielo, Editorial Ayuso.
- Les Larmes d'Éros, 1961. Las Lágrimas de Eros.
- Ma Mère, 1966 (póstumo e inacabado). Mi Madre
- L'Impossible, 1962 (ya en 1947 como La haine de la poésie)
- Œuvres complètes, París, Gallimard, XII vols, 1970-1988. Con un prefacio de M. Foucault, donde señala que es acaso el más importante escritor del siglo XX.
- Romans et récits. París, Gallimard, "Bibliothèque de la Pléiade", 2004. Ed. dirigida por Jean-François Louette.